# Hyperolius viridigulosus
Espèce
Statut de conservation UICN

 NT  : Quasi menacé
Hyperolius viridigulosus est une espèce d'amphibiens de la famille des Hyperoliidae.

## Répartition
Cette espèce se rencontre, :
- dans le sud-ouest du Ghana ;
- dans le sud-est de la Côte d'Ivoire.

## Publication originale
- Schiøtz, 1967 : The treefrogs (Rhacophoridae) of West Africa. Spolia Zoologica Musei Hauniensis, København, vol. 25, p. 1-346.